# Besleria lucida
Besleria lucida är en tvåhjärtbladig växtart som beskrevs av Eduard Friedrich Poeppig. Besleria lucida ingår i släktet Besleria och familjen Gesneriaceae. Inga underarter finns listade i Catalogue of Life.